# José Posada-Charrúa
José Posada-Charrúa (* 1940 in Rivera (Uruguay)) ist ein uruguayisch-deutscher Musik- und Tanzpädagoge sowie Komponist.

## Karriere
Nach Studien in Uruguay, Brasilien, Argentinien, USA und  Portugal sowie einer Tätigkeit als Grundschullehrer in Uruguay  kam Posada 1964 zu abschließenden Studien an das Carl Orff Institut Salzburg.
Nach dem Studium arbeitete er als Lehrer an der Musikschule in Frankfurt am Main.
1975 wurde er zum Professor für Rhythmik an der Folkwang-Hochschule in Essen ernannt.
1981 wechselte er auf eine Professur für ästhetische Bildung (Schwerpunkt Musik-, Tanz- und Spielpädagogik) an der Fachhochschule  Düsseldorf und ging schließlich 1985 mit dem gleichen Arbeitsschwerpunkt an die EFH RWL Bochum, wo er bis zu seiner Emeritierung 2006 wirkte.
José Posada hält Kurse, Workshops und Lehrgänge weltweit ab. Er wirkte als Gastdozent an verschiedenen Universitäten Russlands und an der Kunstuniversität La Havanna/Kuba.
Er engagierte sich für die Kinderrepublik Benposta in Spanien und veröffentlichte zusammen mit Hans Bohmann einen Bericht über die Geschichte dieser Einrichtung.